# Chasmatopterini
Chasmatopterini is een tribus uit de familie van bladsprietkevers (Scarabaeidae). 